# Peter Nymann
Peter Nymann Mikkelsen, né le 22 août 1982 à Copenhague au Danemark, est un footballeur danois. Il évolue comme milieu droit.

## Biographie

### Sélection nationale
Peter Nymann obtient sa première sélection le 3 mars 2010 contre l'Autriche. Il entre en cours de jeu de ce match amical qui voit la défaite (1-2) des Danois.

## Palmarès
SønderjyskE
- Champion de Division 2 danoise (1) : 2005

 OB Odense
- Vainqueur de la Coupe du Danemark (1) : 2007